# Margaret Mayall
Pour les articles homonymes, voir Mayall.
Margaret Walton Mayall (née Lyle Walton le 27 janvier 1902 à Iron Hill (Maryland) et morte le 6 décembre 1995 à Cambridge (Massachusetts)) est une astronome américaine.

## Biographie
Elle est diplômée du Swarthmore College en janvier 1925. Lors de sa deuxième année dans l'université elle rencontre Leslie Comrie, qui lui transmet sa passion pour l'astronomie. Comrie lui permet dans un premier temps de travailler à durant l'été de sa dernière année à l'observatoire Maria Mitchell de Nantucket au côté de Margaret Harwood, d'Annie Jump Cannon et d'Harlow Shapley, puis de devenir l'assistante d'Annie Jump Cannon à l'observatoire de l'université Harvard.

C'est lors de ces travaux estivaux (elle y retourne à l'été 1926) que nait sa passion pour les étoiles variables, auxquelles elle consacrera une grande partie de sa vie. C'est également là qu'elle rencontre R. Newton Mayall, un architecte paysagiste, membre de l'AAVSO (l'Association américaine des observateurs d'étoiles variables), avec qui elle se marie en 1927.
En 1928, elle obtient son Master's degree au Radcliffe College. 
Durant ces années à Harvard elle participe activement — sous l'autorité d'Annie Jump Cannon — à l'identification et la mesure des magnitudes de milliers d'étoiles variables. Elle travaille avec Cannon jusqu'à la mort de celle-ci en 1941 et continue la rédaction de son catalogue d'étoiles, qu'elle publie en 1949 : The Henry Draper Extension — The Annie J. Cannon memorial (complément du catalogue Henry Draper publié entre 1918 et 1924 par Cannon).
En 1949 Harlow Shapley, le directeur de Observatoire de l'université Harvard, la nomme recorder (littéralement enregistreur), la tâche principale de l'association étant la collecte et l'enregistrement d'observations d'étoiles variables. En pratique il s'agit du poste de directeur de l'AAVSO, où elle succède à Leon Campbell (en) et occupe ce poste (qui prend en 1954 la dénomination de directeur) jusqu'en 1973.

À la fin de l'année 1953 l'observatoire de Harvard change de direction et de politique vis-à-vis de l'association et son financement. Le couple Mayall doit se battre pour faire survivre l'association, devenue indépendante de l'observatoire, privée de ses locaux et de la plupart de ses ressources. Accessoirement. Margaret Mayall perd son titre de Pickering Memorial Astronomer et le salaire associé, n'étant plus membre de l'observatoire.
Pour ses observations, elle est amenée à beaucoup voyager dans le monde, de l’Irlande à l’Afrique du Sud.

Elle reçoit le prix d'astronomie Annie J. Cannon en 1958.

Elle prend sa retraite en 1973, et meurt le 6 décembre 1995 à Cambridge (Massachusetts).

## Publications (liste non exhaustive)
- (en) Newton Mayall et Margaret Mayall, Sundials : Their Construction and Use, 2000 (1re éd. 1938), 250 p. (ISBN 978-0-486-41146-0, lire en ligne)
- (en) Annie Cannon et Margaret Mayall, Annie Jump Cannon Memorial Volume of the Henry Draper Extension (1re éd. 1949)
- (en) Newton Mayall et Margaret Mayall, The Harold C. Ernst Collection of Portable Sundials (lire en ligne)
- (en) Newton Mayall et Margaret Mayall, Sundials : How to Know, Use, and Make Them (1re éd. 1958) (ISBN 978-0-933346-11-6)
- (en) Newton Mayall et Margaret Mayall, Sundials : their construction and use, 2000, 250 p. (ISBN 978-0-486-41146-0, lire en ligne)
- (en) Newton Mayall, Margaret Mayall et Jerome Wyckoff, The Sky Observer's Guide : A Handbook for Amateur Astronomers [« Observation du ciel »], 1985 (1re éd. 1959), 160 p. (ISBN 978-0-307-24009-5)